# Geonomateae
Geonomateae je tribus palmi, dio potporodice Arecoideae. Sastoji se od 6 rodova iz tropske Amerike.
Tipičan je rod Geonoma sa 68 vrsta u Americi od južnog Meksika na jug do Brazila, od kojih je tipična Areca catechu.

## Rodovi
1. Asterogyne H.Wendl. ex Hook.f.
2. Calyptrogyne H.Wendl.
3. Calyptronoma Griseb.
4. Geonoma Willd.
5. Pholidostachys H.Wendl. ex Benth. & Hook.f.
6. Welfia H.Wendl.